# Talagante
Talagante este un oraș și comună din provincia Talagante, regiunea Metropolitană Santiago, Chile, cu o populație de 59.805 locuitori (2012) și o suprafață de 321,7 km2.